# Roberto Arce
Roberto Arce Vilardebó más conocido como Roberto Arce (Madrid, 5 de diciembre de 1965) es un periodista y presentador de televisión español.

## Biografía

### Vida profesional
Es licenciado en Ciencias de la Información, rama de Periodismo por la Facultad de Ciencias de la Información (Universidad Complutense de Madrid) (1982-1987). 
Comenzó su carrera profesional en la Agencia EFE para dar el salto un año después a Radio España, donde fue redactor de Internacional  y corresponsal político.
En 1989 fichó por Antena 3, cadena en la que ha sido reportero, subdirector, director y presentador de varios programas informativos, además de enviado especial en la Guerra del Golfo (1990-1991) y la Guerra de Bosnia (1992-1995). 
Empezó en 1990 con José María Carrascal en Antena 3 Noticias 3. Luego fue subdirector de Antena 3 Noticias 1 con Fernando González Urbaneja hasta 1992 y presentó Antena 3 Noticias 2.
Posteriormente presenta Antena 3 Noticias Fin de semana entre 1992 y 1993 con María Rey antes de retomar su actividad como reportero y corresponsal diplomático hasta 1996. Durante el verano de 1996 se hizo cargo de Antena 3 Noticias 1 entre el 1 de julio y el 13 de septiembre junto con María Rey. Después pasó a dirigir Antena 3 Noticias 2 que presentaba Marta Robles, para mantenerse después como subdirector con Fernando Ónega.
En 1997 presentó el programa Situación de emergencia y sustituyó en 1998 a Pedro Piqueras al frente de Espejo público, programa que también dirigió desde noviembre de 2000 y en el que permaneció hasta septiembre de 2002, momento en el que fue relevado por Sonsoles Suárez. 
En 2002 estuvo al frente de Buenos días, España con Marta Cáceres y Soledad Arroyo y más tarde, dirigió y presentó con Lydia Balenciaga, Las noticias de la mañana. En mayo de 2004 abandonó Las noticias de la mañana para presentar La respuesta, programa que fue retirado de la parrilla un mes más tarde.
El 6 de septiembre de 2004 pasó al informativo de sobremesa, Antena 3 Noticias 1, presentando con Susanna Griso entre el 6 de septiembre de 2004 y el 1 de diciembre de 2006. En la temporada 2005/06, Antena 3 Noticias 1 consiguió el liderazgo en su franja, superando al Telediario 1.ª edición de TVE presentado por Ana Blanco y líder hasta entonces. El liderazgo de Antena 3 Noticias 1 consolidó el éxito de la información en esta cadena, quien tras arrebatar el liderazgo de la edición de prime time con Matías Prats la temporada anterior (2004/05) y posteriormente el del mediodía con Susanna Griso y Roberto Arce, hicieron de Antena 3, líder absoluto en la información televisiva de España durante dos años naturales (2005 y 2006), convirtiéndose de esta manera en la única cadena privada europea que superó en número de espectadores al noticiario de la cadena pública, en este caso TVE, hecho que duraría hasta septiembre de 2007. 
Entre el 11 de diciembre de 2006 y el 28 de agosto de 2009 presentó Antena 3 Noticias 1 con Pilar Galán –que sustituyó a Susanna Griso, la cual se hizo cargo del nuevo Espejo público– y entre el 31 de agosto de 2009 y el 28 de junio de 2011 con Mónica Carrillo. Paralelamente, entre 2007 y 2008 se hizo cargo del debate semanal 360 grados. 
Tras 22 años en Antena 3, el 29 de junio de 2011 se anunció su incorporación a Mediaset España para presentar y dirigir, primero en solitario, y desde el 3 de septiembre de 2012 junto a Mónica Sanz, la segunda edición de Noticias Cuatro hasta el 5 de octubre de 2013. 
Entre el 7 de octubre de 2013 y agosto de 2014, lidera una estructura destinada a la creación de reportajes de investigación y coberturas especiales.
Desde septiembre de 2014 hasta la cancelación de Noticias Cuatro en febrero de 2019, presentó y editó este informativo con Marta Reyero. Desde febrero de 2019 hasta enero de 2024, editó y presentó con Marta Reyero, Cuatro al día fin de semana. En enero de 2024, con el regreso de los informativos al canal, ambos volvieron a presentar las dos ediciones de fin de semana de Noticias Cuatro.
Entre septiembre de 2014 y abril de 2019, conduce el docureality Amores que duelen en Telecinco.
Entre mayo y julio de 2016 presentó el documental Esclavas: que hay detrás de la prostitución en Cuatro.

### Vida privada
Es hijo del publicista Roberto Arce (1923-1995) y la artista Montserrat Vilardebó. Está casado desde 1993 con la interiorista  Cristina de Vicente Rodríguez, con la cual tiene tres hijos: Diego (1995), Candela (1997) y Natalia (1999).

## Televisión
| Periodo                    | Programa                                    | Canal     | Notas                       |
| -------------------------- | ------------------------------------------- | --------- | --------------------------- |
| 1990-1991                  | Antena 3 Noticias 3                         | Antena 3  | Subdirector                 |
| 1991-1992                  | Antena 3 Noticias 1                         | Antena 3  | Subdirector                 |
| 1992-1993                  | Antena 3 Noticias Fin de semana             | Antena 3  | Subdirector y copresentador |
| 1996                       | Antena 3 Noticias 1                         | Antena 3  | Copresentador               |
| 1996-1997                  | Antena 3 Noticias 2                         | Antena 3  | Subdirector                 |
| 1997                       | Situación de emergencia                     | Antena 3  | Presentador                 |
| 1998-2002                  | Espejo público                              | Antena 3  | Presentador y director      |
| 2002-2003                  | Buenos días, España                         | Antena 3  | Presentador                 |
| 2003-2004                  | Antena 3 Noticias de la mañana              | Antena 3  | Copresentador y director    |
| 2004                       | La respuesta                                | Antena 3  | Presentador                 |
| 2004-2011                  | Antena 3 Noticias 1                         | Antena 3  | Copresentador               |
| 2007-2008                  | 360 grados                                  | Antena 3  | Presentador                 |
| 2011-2013                  | Noticias Cuatro 2                           | Cuatro    | Copresentador y editor      |
| 2014-2019                  | Amores que duelen                           | Telecinco | Presentador                 |
| 2014-2019; 2024-actualidad | Noticias Cuatro Fin de semana               | Cuatro    | Copresentador y editor      |
| 2016                       | Esclavas: qué hay detrás de la prostitución | Cuatro    | Presentador                 |
| 2019-2024                  | Cuatro al día Fin de semana                 | Cuatro    | Copresentador y editor      |

## Premios
- Antena de Oro 2001, como mejor presentador.
- Antena de Oro 2007, como mejor presentador.
- Antena de Plata 2019 por Cuatro al día fin de semana.